# Francisco Asenjo Barbieri
Pour les articles homonymes, voir Barbieri.
Francisco Asenjo Barbieri (né à Madrid le 3 août 1823 et décédé dans la même ville le 19 février 1894) est un compositeur espagnol de zarzuelas. Barbieri est honoré comme le créateur du théâtre musical authentiquement espagnol.

## Biographie
Il se destine à la carrière médicale puis à celle d'ingénieur mais l'attrait pour la musique l'emporte.  Il apprend  simultanément le piano, la clarinette, le chant, puis la composition sous la direction de Ramón Carnicer. Il commence par jouer de la clarinette au bataillon de la milice puis est recruté dans l'orchestre d'un théâtre. Il se livre à la composition de chansons. Engagé comme chef de chœur dans une troupe d’opéra italienne, il part en tournée et remplace un chanteur défaillant. De retour à Madrid, il compose un grand nombre de pièces, enseigne, tient une rubrique de critique musical dans un journal. Son incessante activité le conduit en France, en Allemagne, en Belgique, en Hollande. Il fonde, en 1855, avec d'autres, la Société des bibliophiles espagnols et la Société des concerts de Madrid. En 1868 il est nommé professeur d'harmonie et d’histoire de la musique au Conservatoire de Madrid, et, en 1869, chef d'orchestre du Théâtre-Royal. En 1873  il a été élu membre de l'Académie des Beaux-Arts (section de la musique).

## Œuvres
Barbieri a composé quelque 60 zarzuelas.

### Zarzuela
- 1850 Gloria y peluca, 1 acte -livret: José de la Villa del Valle
- 1850 Tramoya, 1 acte - livret: José Olona
- 1850 Escenas en Chamberí, 1 acte (en collaboration avec: Joaquín Gaztambide, Rafael Hernando i Cristóbal Oudrid) - livret: José Olona
- 1850 La picaresca, 2 actes (en collaboration avec: Joaquín Gaztambide) - livret: Carlos García Doncel et Eduardo Asquerino
- 1851 Jugar con fuego, 3 actes - livret: Ventura de la Vega
- 1851 Por seguir a una mujer viaje, 4 scènes (en collaboration avec: Joaquín Gaztambide en Rafael Hernando) - livret: José Olona
- 1852 El Manzanares, 1 acte - livret: Mariano Pina y Bohigas
- 1852 Gracias a Dios que está puesta la mesa!, 1 acte - livret: José Olona
- 1853 El marqués de Caravaca, 2 actes - livret: Ventura de la Vega
- 1853 Don Simplicio Bodadilla, 3 actes (en collaboration avec: Joaquín Gaztambide, Rafael Hernando i José Inzenga) - livret: Manuel Tamayo y Baus i Victorino Tamayo y Baus
- 1853 Galanteos en Venecia, 3 actes - livret: José Olona
- 1854 Aventura de un cantante, 1 acte - livret: José María Gutiérrez de Alba
- 1854 Los diamantes de la corona, 3 actes - livret: Francisco Camprodón d'après Eugène Scribe
- 1855 Mis dos mujeres, 3 actes - livret: Luis Olona
- 1855 Los dos ciegos, 1 acte - livret: Luis Olona
- 1855 El sargento Federico, 4 actes (en collaboration avec: Joaquín Gaztambide) - livret: José Olona
- 1855 El vizconde, 1 acte - livret: Francisco Camprodón
- 1856 El diablo en el poder, 3 actes - livret: Francisco Camprodón
- 1857 El relámpago, 3 actes - livret: Francisco Camprodón
- 1857 Jugar con fuego, 3 actes - livret: Ventura de la Vega
- 1857 El sargento Federico, 4 actes (en collaboration avec: Joaquín Gaztambide) - livret: Luis Olona
- 1858 Amar sin conocer, 3 actes (en collaboration avec: Joaquín Gaztambide) - livret: José Olona
- 1858 Un caballero particular, 1 acte - livret: Carlos Frontaura
- 1858 Por conquista, 1 acte - livret:  Francisco Camprodón
- 1859 El robo de las sabinas, 2 actes - livret: Antonio García Gutiérrez
- 1859 Entre mi mujer y el negro, 2 actes - livret: Luis Olona
- 1859 El niño, 1 acte - livret: Mariano Pina Domínguez
- 1861 Un tesoro escondido, 3 actes - livret: Ventura de la Vega
- 1862 El secreto de una dama, 3 actes - livret: Luis Rivera
- 1863 Dos pichones del Turia, 1 acte - livret: Rafael María Liern
- 1864 Pan y Toros, 3 actes - livret: José Picón
- 1866 Gibraltar en 1890, 1 acte - livret: José Picón
- 1867 Un tesoro escondido, 3 actes  - livret: Ventura de la Vega
- 1868 El pan de la boda, 2 actes - livret: Francisco Camprodón
- 1869 Le trésor caché, 3 actes - livret: Ventura de la Vega
- 1870 Robinsón 3 actes -  livret: Rafael García Santisteban
- 1871 Los holgazanes, 3 actes  - livret: José Picón
- 1871 Don Pacífico (o: "El dómine irresoluto"), 1 acte - livret: Antonio María Segovia
- 1871 El hombres es débil, 1 acte - livret: Mariano Pina Domínguez
- 1872 Sueños de oro, 9 actes - livret: Luis Mariano de Larra
- 1873 Los comediantes de antaño, 3 actes - livret: Mariano Pina y Bohigas
- 1873 El matrimonio interrumpido, 1 acte - livret: Miguel Pastorfido
- 1874 El barberillo de Lavapiés, 3 actes - livret: Luis Mariano de Larra
- 1874 El domador de fieras, 1 acte - livret: Ramos Carrión y Campo-Arana
- 1875 La vuelta al mundo, 3 actes - livret: Luis Mariano de Larra
- 1876 Chorizos y polacos, 3 actes - livret: Luis Mariano de Larra
- 1876 La confitera, 1 acte - livret: Mariano Pina y Bohiga
- 1876 Juan de Urbina, 3 actes - livret: Luis Mariano de Larra
- 1877 Artistas para La Habana, 1 acte - livret: Rafael Maria Liern en Augusto E. Mandan y García
- 1877 Los carboneros, 1 acte - livret: Mariano Pina y Bohigas
- 1878 El triste Chactas, 1 acte - livret: Pedro María Barrera
- 1879 Los chichones, 1 acte - livret: Mariano Pina y Bohigas
- 1880 ¡A Sevilla por todo!, 2 actes - livret: Javier de Burgos
- 1883 Sobre el canto de Ultreja, 1 acte - livret: Flores Laguna
- 1884 De Getafe al paraíso (o: "La familia del tío Maroma"), 2 actes - livret: Ricardo de la Vega
- 1884 Hoy sale hoy...!, 1 acte (en col·laboració amb: Federico Chueca) - livret: Tomas Luceño i Javier de Burgos
- 1885 Novillos en polvoranca (o: "Las hijas de Paco Ternero"), 1 acte - livret: Ricardo de la Vega
- 1891 El señor Luis el Tumbón (o: "Despacho de huevos frescos"), 1 acte - livret: Ricardo de la Vega
- La vuelta al mundo, 4 actes - livret: Luis Mariano de Larra

## Discographie
- Don Quijote, pour Ténor et orchestre, de 1861 : Cobo (ténor), Orchestre de la Communauté de Madrid dirigé par José Ramon Encinar, enregistré en 2005, distribué par Naxos, compléments : œuvres de RODRIGO, FERNANDEZ GUERRA…
- Jugar con fuego, zarzuela de 1851 : Lorengar, Ausensi, Munguia…, Chœurs et Orchestre de Madrid, dirigés par Ataulfo Argenta, enregistré avant 1957, distribué par Novoson
- Los Diamantes de la Corona, zarzuela de 1854 : Lorengar, Ausensi, Munguia…, Chœurs et Orchestre de Madrid, dirigés par Ataulfo Argenta, enregistré avant 1957, distribué par Novoson
- Pan y Toros, zarzuela de 1864 : Iriarte, Dominguez, Ausensi…, Chœurs et Orchestre de Madrid, dirigés par Indalecio Cisneros, enregistré dans les années 1950, distribué par Novoson
- El Barberillo de Lavapiès, zarzuela de 1876 : Olaria, Berganza, Munguia, Monrela, Maiza…, Chœurs et Orchestre de Madrid, dirigés par Ataulfo Argenta, enregistré en 1956, distribué par Alhambra
- El Barberillo de Lavapiès, extraits : prélude, chœur et séguédille = Solistes, Chœurs et Orchestre de la Radio Télévision Espagnole, dirigés par Igor Markevitch, enregistré en 1967, distribué par Philips « Antologia de la Zarzuela », compléments : divers zarzuélistes
- El Barberillo de Lavapiès, extrait : Cancion de Paloma = Berganza, English Chamber Orchestra dirigé par Enrique Garcia Asensio, distribué par Brilliant, compléments : divers zarzuélistes
- El Barberillo de Lavapiès, extrait : Chœur « El noble gremio de costureras » = Chœurs et Orchestre de la Communauté de Madrid, dirigés par Miguel Roa, enregistré en 1999, distribué par Naxos, compléments : divers zarzuélistes